# رقابت بین ایرباس و بوئینگ

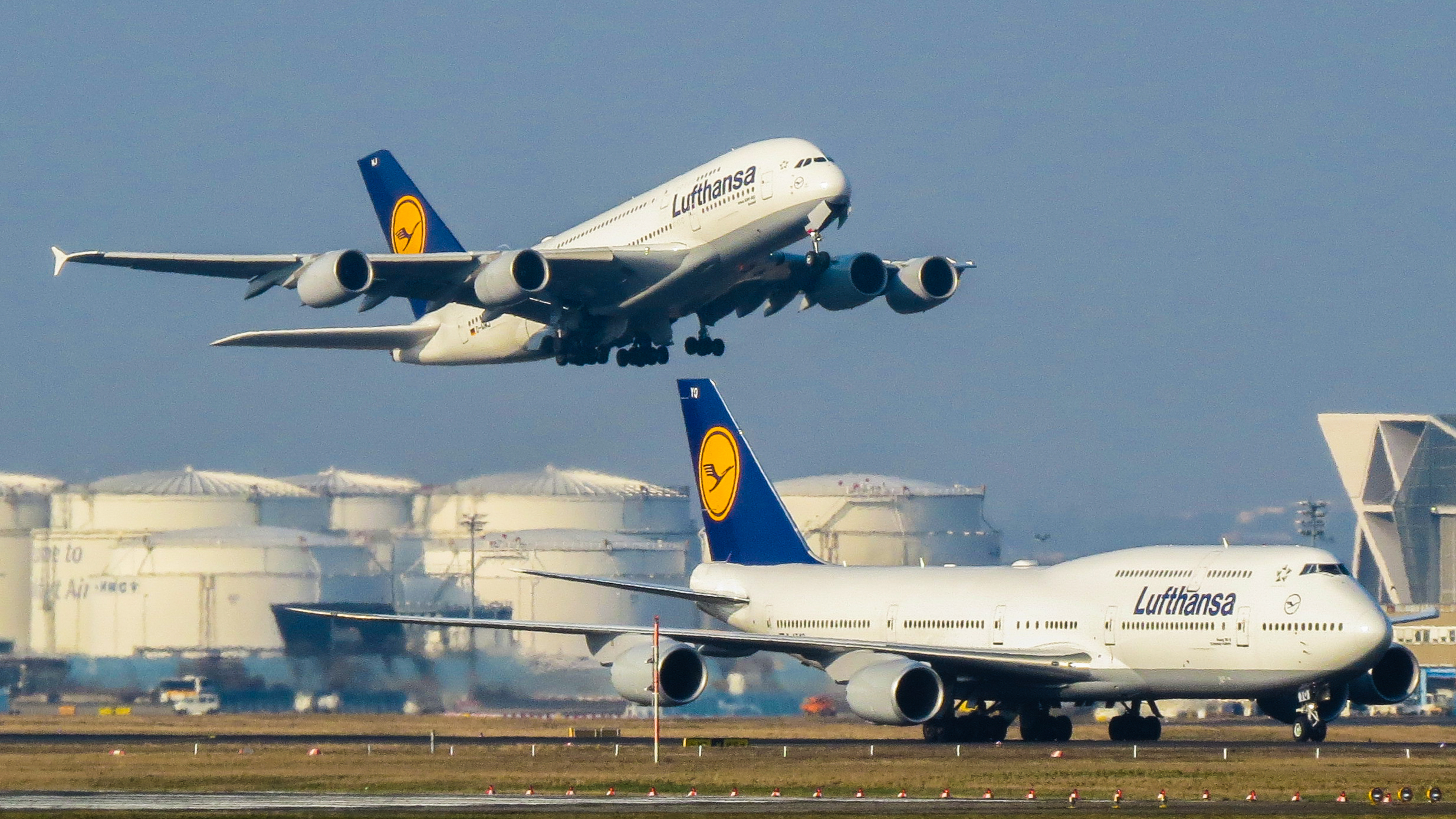
هواپیماهای لوفت‌هانزا، ایرباس ای۳۸۰ و بوئینگ ۷۴۷–۸ در فرودگاه فرانکفورت

از دهه ۱۹۹۰ رقابت بین ایرباس و بوئینگ در بازار بزرگ جت مسافربری به‌عنوان یک انحصار دوگانه فروش شناخته شده‌است. این موضوع پیامد تعدادی ادغام در صنعت هوافضا در جهان بود که با شکل‌گیری ایرباس به‌عنوان یک کنسرسیوم اروپایی شروع شد و درحالی ادامه یافت که بوئینگ ایالات متحده، مک‌دانل داگلاس رقیب پیشین خود را در سال ۱۹۹۷ در خود ادغام کرد. سایر تولیدکنندگان، مثل لاکهید مارتین و کانویر در ایالات متحده، بریتیش ایروسپیس (بی‌ای‌ئی سیستمز کنونی) و فوکر در اروپا، دیگر قادر به رقابت نبودند و هر یک به‌گونه‌ای از این بازار کنار کشیدند.
از سال ۲۰۰۷ تا ۲۰۱۶ طی ۱۰ سال، ایرباس ۹۹۸۵ سفارش دریافت و ۵۶۴۴ فروند تحویل داد و بوئینگ ۸۹۷۸ سفارش دریافت در حالی که ۵۷۱۸ فروند تحویل داد. در طول دوره رقابت شدید، هر شرکت مرتباً دیگری را به دریافت یارانه ناعادلانه دولتی از دولت‌های مربوطه متهم می‌کردند.

## محصولات رقابتی

### مقایسه ظرفیت مسافر و برد پروازی
ایرباس و بوئینگ دارای طیف وسیعی از محصولات شامل هواپیماهای باریک‌پیکر و پهن‌پیکر می‌باشند که دامنه گسترده‌ای از ترکیب ظرفیت و برد پروازی را پوشش می‌دهند. 

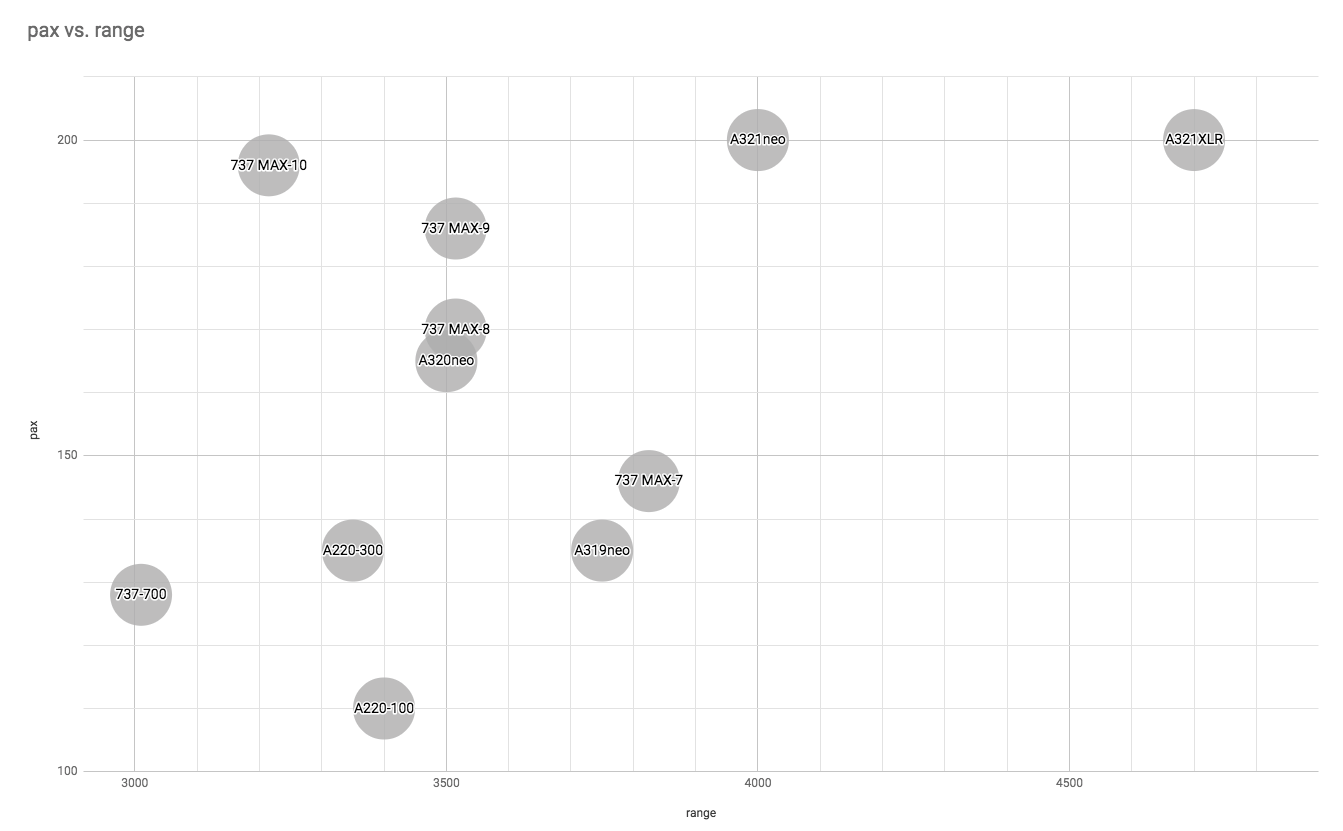
مقایسه ظرفیت مسافر و برد پروازی هواپیماهای باریک پیکر

| نوع         | طول      | فاصله دوسر بال | بیشترین جرم برخاست | تعداد مسافر | برد پروازی | قیمت لیست                |
| ----------- | -------- | -------------- | ------------------ | ----------- | ---------- | ------------------------ |
| A220 -100   | 35.0 متر | 35.1 متر       | 60.8 تن            | 100-120     | 2950 nmi   | 79.5 میلیون دلار آمریکا  |
| A220 -300   | 38.7 متر | 35.1 متر       | 67.6 تن            | 120-150     | 3200 nmi   | 89.5 میلیون دلار آمریکا  |
| A319neo     | 33.8 متر | 35.8 متر       | 75.5 تن            | 120-150     | 3700 nmi   | 101.5 میلیون دلار آمریکا |
| 737 MAX -7  | 35.6 متر | 35.9 متر       | 80.3 تن            | 138-153     | 3850 nmi   | 96.0 میلیون دلار آمریکا  |
| A320neo     | 37.6 متر | 35.8 متر       | 79.0 تن            | 150-180     | 3400 nmi   | 110.6 میلیون دلار آمریکا |
| 737 MAX -8  | 39.5 متر | 35.9 متر       | 82.2 تن            | 162-178     | 3550 nmi   | 117.1 میلیون دلار آمریکا |
| 737 MAX -9  | 42.1 متر | 35.9 متر       | 88.3 تن            | 178-193     | 3550 nmi   | 120.2 میلیون دلار آمریکا |
| 737 MAX -10 | 43.8 متر | 35.9 متر       | 89.8 تن            | 188-204     | 3300 nmi   | 129.9 میلیون دلار آمریکا |
| A321neo     | 44.5 متر | 35.8 متر       | 97.0 تن            | 180-220     | 4000 nmi   | 129.5 میلیون دلار آمریکا |